# دانييل فيتوري
دانييل لوكا فيتوري أونزم (من مواليد 27 يناير 1979) هو مدرب كريكيت نيوزيلندي ولاعب سابق لعب لصالح منتخب نيوزيلندا للكريكيت. لقد كان اللاعب رقم 200 الذي يفوز بقبعة اختبار الكريكيت لنيوزيلندا.
كان فيتوري أصغر لاعب ذكر يمثل نيوزيلندا في اختبار الكريكيت، حيث ظهر لأول مرة في فبراير 1997 عن عمر يناهز 18 عامًا. كان قائدًا لنيوزيلندا بين عامي 2007 و2011 وهو لاعب الكريكيت الأكثر مشاركة في نيوزيلندا ولاعب الكريكيت الدولي ليوم واحد. مع 112 قبعة اختبار و291 قبعة ODI. كان فيتوري، لاعب بولينج متعدد المستويات، هو اللاعب الثامن في تاريخ اختبار لعبة الكريكيت الذي يأخذ 300 ويكيت ويسجل 3000 نقطة.

كان فيتوري لاعبًا بطيئًا في ذراعه اليسرى، وكان معروفًا بدقته وطيرانه ومكره بدلاً من الدوران المذهل. أعلن فيتوري اعتزاله جميع أشكال لعبة الكريكيت بعد كأس العالم للكريكيت 2015. ومنذ ذلك الحين قام بالتدريب في مجموعة متنوعة من الأدوار.